# Venturiella sinensis
Venturiella sinensis là một loài rêu trong họ Erpodiaceae. Loài này được Venturi Müll. Hal. mô tả khoa học đầu tiên năm 1897.